# Shayne Gostisbehere
Shayne Gostisbehere (Pembroke Pines, Florida, 20 de abril de 1993), apodado Ghost o Ghost Bear, es un jugador profesional estadounidense de hockey sobre hielo que se desempeña en la posición de defensor izquierdo en Detroit Red Wings, equipo de la National Hockey League (NHL).

## Carrera
Fue seleccionado en la tercera ronda en la NHL Entry Draft de 2012. En 2014 hizo su debut profesional con el equipo Philadelphia Flyers, en el cual jugó siete temporadas (2014-2021), después pasó a Arizona Coyotes (2021-2022), luego a Carolina Hurricanes (2022-2023), posteriormente a Detroit Red Wings, donde lleva jugando una temporada.